# Alfa Group
Die Alfa Group (russisch Альфа-Групп Alfa Grupp) ist einer der größten privaten Industrie- und Finanzkonzerne in Russland.

Logo von Alfa Bank

Die Geschäftsfelder der Unternehmensgruppe sind Öl (ehemals TNK-BP), Gas, Roh- und Baustoffhandel, Kredit- und Emissionsbanking (Alfa Bank, das größte private Kreditinstitut Russlands, gegründet 1991), Versicherungen (AlfaStrachowanije), Einzelhandel (X5 Retail Group), Lebensmittelverarbeitung, Telekommunikation und Wasserversorgung (Rosvodokanal).
Die Gruppe wurde 1989 von Michail Maratowitsch Fridman (einem der einflussreichsten russischen Oligarchen) und Petr Aven gegründet. Das Unternehmen entstand aus der „Alfa-Eco“, einem 1988 von Fridman gegründeten Handelsunternehmen. Der Sitz der Firmenzentrale ist Moskau.

## Geschichte
2003 verkaufte Fridman die Hälfte seines Anteils an Tyumen Oil an BP für umgerechnet 6,15 Milliarden US-Dollar. Der Einstieg von BP war das bis dahin größte Fremdinvestment in ein russisches Unternehmen.
Die X5 Retail Group entstand 2006 aus der Pyaterochka Holding, nachdem der Discount-Einzelhandelsriese Pjatjorotschka die großen Supermarktkette Perekrjostok übernahm.
2013 wurde der 25%ige Anteil an TNK-BP an Rosneft verkauft. Von dem Erlös von knapp 14 Mrd. US-Dollar wurde die Beteiligungsgesellschaft LetterOne gegründet.
2015 belief sich der Nettoprofit der Alfa Group auf 480 Millionen US-Dollar.
2016 kündigte Alfa Group bis 2019 Investitionen in Höhe von 3 Milliarden US-Dollar in den Gesundheitssektor an. Diese sollen in den Vereinigten Staaten starten.
Aufgrund der US-Sanktionen gegen den russischen militärisch-industriellen Komplex ab dem Jahr 2017, kündigte Fridman für die Alfa Bank den Rückzug aus diesem Bereich an. Die Nowaja gaseta schrieb, die Partnerschaft mit dem russischen Regime koste Geschäftsleute einen immer höheren Preis. So sei die Alfa Bank gezwungen gewesen, die Büros in New York zu schließen.

## Struktur
Die ABH Holdings S.A. (ABHH) hält die Bankbesitzungen der Alfa Group (Alfa-Bank und Amsterdam Trade Bank). Die Gesellschaft Alfa-Capital Management Company LLC fungiert als Investmentgesellschaft, Alfa Capital Partners (ACP) als Private-Equity-Gesellschaft.
Joint Ventures
„Alfa Group“ besitzt einen Anteil der Wodka-Brennerei Smirnoff, der zweite Eigner ist Diageo. Über die Telekommunikationstochter Altimo hält „Alfa Group“ des Weiteren 32,9 % der Stimmrechte an VimpelCom, dem zweitgrößten Mobilfunkanbieter Russlands (einen Anteil von 26,6 % hält Telenor).
„Alfa Group“ unternahm mit dem Einstieg in Höhe von 3,3 Milliarden US-Dollar (2,7 Milliarden Euro) bei dem türkischen Mobilfunkanbieter Turkcell auch die bislang größte Auslandsinvestition eines russischen Konzerns (der schwedisch-finnische Mobilfunkkonzern TeliaSonera hält 47 Prozent an Turkcell). Die „Alfa Group“ ist des Weiteren mit einer Sperrminorität an dem drittgrößten russischen Mobilfunkkonzern, MegaFon, beteiligt, an dem TeliaSonera 44 Prozent hält.

## Sanktionen
Nach dem Russischen Überfall auf die Ukraine im Jahr 2022 wurde die Alfa Bank am 24. Februar 2023 im Rahmen des Zehnten Sanktionspaketes von der Europäischen Union sanktioniert, Hauptaktionäre der Bank waren bereits kurz nach Kriegsbeginn sanktioniert worden.